# Estádio Osaka Expo '70
O Estádio Osaka Expo '70 é um estádio de futebol situado em Osaka, Japão. Onde joga como local Gamba Osaka. O estádio tem uma capacidade de 21.000 pessoas.